# 福本栄治
福本 栄治（ふくもと えいじ、1914年2月15日 - 2001年3月30日）は、日本の経営者。大同生命保険社長を務めた。

## 経歴
奈良県出身。1934年に大阪商科大学を卒業し、同年に大同生命保険に入社。1969年5月に取締役に就任し、1972年5月に常務、1975年2月に専務を経て、1978年4月に社長に就任。1988年7月に会長に就任し、1990年6月には名誉会長に就任。
1981年11月に藍綬褒章を受章し、1986年11月に勲三等瑞宝章を受章。
2001年3月30日胸部大動脈瘤破裂のために死去。87歳没。